# Liomys
Liomys es un género de roedores que pertenecen a la familia Heteromyidae. Agrupa a 5 especies nativas de América.

## Especies
Según Mammal Species of the World:
- Liomys adspersus (Peters, 1874)
- Liomys irroratus (Gray, 1868) -- ratón espinoso mexicano
- Liomys pictus (Thomas, 1893) -- ratón espinoso pintado
- Liomys salvini (Thomas, 1893) -- ratón espinoso de Salvin
- Liomys spectabilis Genoways, 1971 -- ratón espinoso jalisciense